# Số điện thoại ở Trung Quốc
Số điện thoại ở Trung Quốc được tổ chức theo Kế hoạch Mã điện thoại Trung Quốc. Các định dạng số của điện thoại cố định và điện thoại di động là khác nhau: điện thoại cố định có mã vùng, trong khi điện thoại di động thì không. Ở các thành phố lớn, số điện thoại cố định bao gồm mã vùng gồm hai chữ số, theo sau là số bên trong tám chữ số. Ở những nơi khác, số điện thoại cố định bao gồm mã vùng gồm ba chữ số, theo sau là số bên trong bảy hoặc tám chữ số. Số điện thoại di động bao gồm mười một chữ số.
Khi một điện thoại cố định được sử dụng để quay số điện thoại cố định khác trong cùng khu vực, không cần thiết phải chỉ định mã vùng. Giữa các khu vực khác nhau, số mục tiêu phải được đặt trước với tiền tố trung kế là 0.
Gọi điện thoại di động từ điện thoại cố định yêu cầu thêm số "0" trước số điện thoại di động nếu chúng không ở cùng khu vực. Các cuộc gọi di động đến điện thoại cố định yêu cầu "0" và mã vùng, nếu đường đất không nằm trong cùng khu vực. Các cuộc gọi di động đến điện thoại di động không yêu cầu "0". Số "0" không được gọi từ bên ngoài Trung Quốc đại lục.
Đặc khu hành chính Hồng Kông và Ma Cao không phải là một phần của kế hoạch đánh số này, và sử dụng các mã quốc gia +852 và 853, tương ứng.
Ngoài ra, kế hoạch đánh số PRC từng dành không gian cho Đài Loan, nhưng đã bỏ thông lệ này.